# Koizumi Chikashi

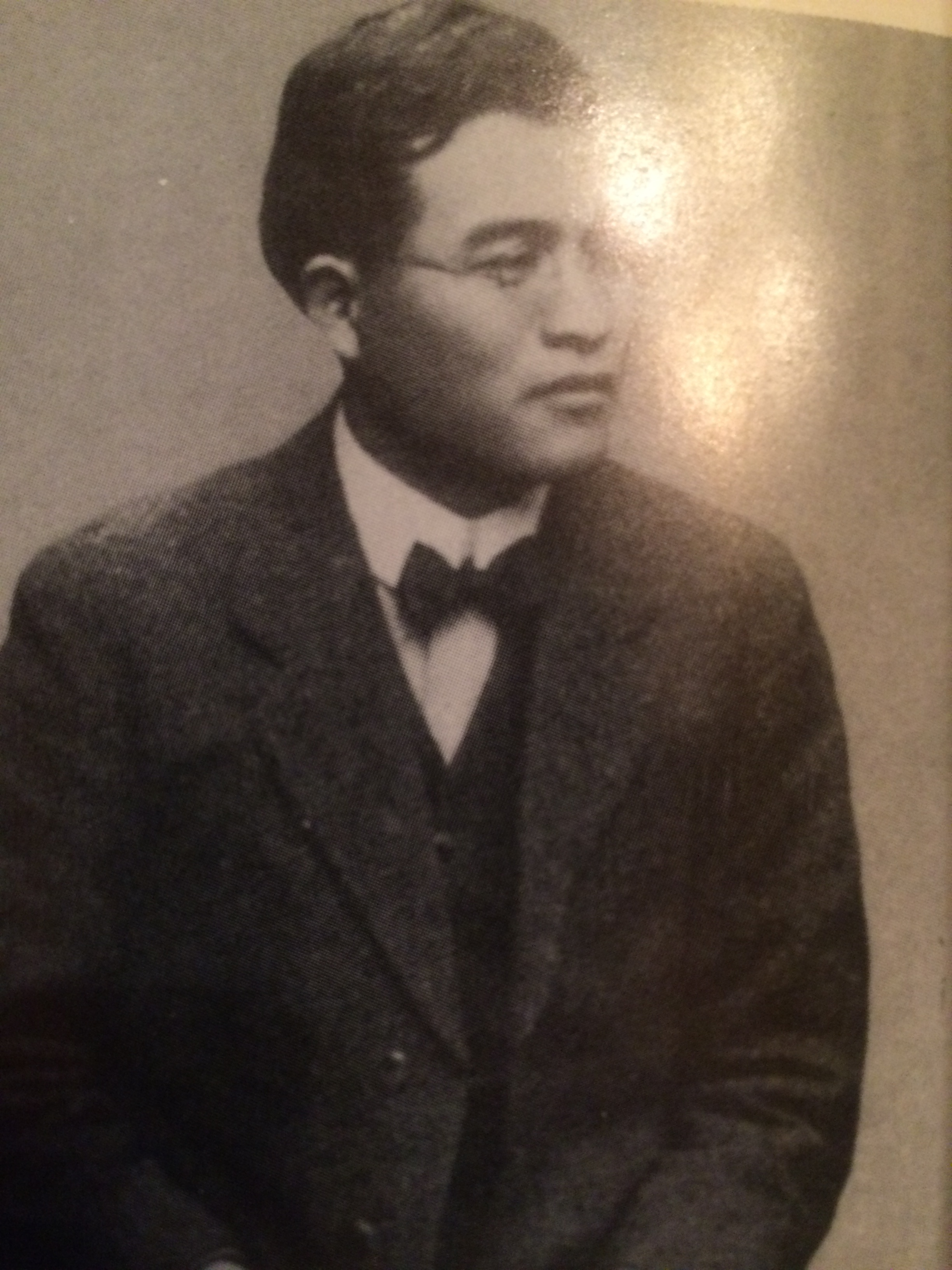
Koizumi Chikashi

Koizumi Chikashi (japanisch 古泉 千樫; geboren 26. September 1886 in der Präfektur Chiba; gestorben 11. August 1927) war ein japanischer Lyriker.

## Leben und Wirken
Koizumi Chikashi wurde als Sohn einer Bauernfamilie in der Präfektur Chiba geboren. Nachdem er als Vertretungslehrer an einer Grundschule gearbeitet hatte, zog er 1908 nach Tokio. Dort arbeitete er später für die „Water Disaster Relief Association“ (水難救済会, Suinan kyūsaikai).
Koizumi wandte sich der Dichtkunst zu und bildete sich unter dem Dichter und Schriftsteller Itō Sachio (1864–1913) weiter. Er spielte in den frühen Tagen der Zeitschrift Araragi  eine aktive Rolle als führender Dichter und trug zur Weiterentwicklung der Welt der Poesie bei. 1924 verließ er die Zeitschrift, um der in dem Jahr von Kitahara Hakushū (1885–1942) gegründeten Literaturzeitschrift „Nikkō“ (日光) anzuschließen. 1926 gründete er die Herausgebergruppe Aogaki-kai (青垣会), starb jedoch, bevor die erste Ausgabe der Zeitschrift veröffentlicht wurde.
Koizumis Werke zeichnen sich durch seine geschmeidigen Ton und die Tatsache aus, dass es die Gefühle gewöhnlicher Menschen zum Ausdruck bringt. Es gibt viele Meisterwerke aus seinen späteren Jahren. Neben seiner selbst ausgewählten Gedichtsammlung „Kawa no hotori“ (川のほとり) – „Am Flussufer“ aus dem Jahr 1925 erschien aus dem Nachlass 1928 „Okujō no tsuchi“ (屋上の土) – „Erde auf dem Dach“, 1933 „Seigyū-shū“ (青牛集) – „Sammlung Blaues Rind“ und eine Nachlasssammlung „Zuien-shū“ (随縁集).